# رنگینک کلاه‌آتشی
رنگینک کلاه‌آتشی (نام علمی: Machaeropterus pyrocephalus) نام یک گونه از سرده رنگینک‌های بال‌شمشیری است.